# Johann Theodor Katerkamp
Johann Theodor Katerkamp (* 17. Januar 1764 in Ochtrup; † 9. Juni 1834 in Münster) war ein deutscher römisch-katholischer Theologe und Kirchenhistoriker.

## Leben
Johann Theodor Katerkamp, Sohn des Landwirts Johann Heinrich Eberhard und seiner Frau Maria, erhielt nach Privatunterricht in Ochtrup seine Schulausbildung im Progymnasium des Franziskanerordens in Rheine. Ab 1781 besuchte er das Gymnasium Paulinum in Münster und studierte in den Jahren 1783 bis 1787 an der Universität Münster Philosophie als auch Theologie. Nachdem er im Jahr 1787 zum Priester geweiht wurde, war er bis zum Jahre 1796 als Hauslehrer tätig. Mit seinen beiden Schülern, den später als Erzbischof von Köln und Theologe bekannt gewordenen Brüdern Clemens August Droste zu Vischering und Franz Otto von Droste zu Vischering, unternahm Katerkamp eine zweijährige Bildungsreise durch Deutschland, Schweiz, Italien und Sizilien. Ab 1797 war er als Hauslehrer der Amalie von Gallitzin tätig; diese Tätigkeit endete mit dem Tod der Fürstin im Jahr 1806. Er war auch gut bekannt mit der Familie der Dichterin Annette von Droste-Hülshoff und ihrem Mentor Christoph Bernhard Schlüter. Drei Jahre später, 1809, wurde Johann Katerkamp Dozent der Kirchengeschichte an der Universität zu Münster. Im Jahr 1816 wurde er zum außerordentlichen Professor der Kirchengeschichte und Moraltheologie, 1819 zum ordentlichen Professor der Kirchengeschichte und des Kirchenrechts ernannt. 1820, 1823 und 1827/28 fungierte er als Dekan der Theologischen Fakultät, 1830/31 als Rektor der Universität Münster. Die Universität Landshut verlieh ihm im Jahr 1820 den Ehrendoktor der Theologie. Im nächsten Jahr wurde Katerkamp Examinator synodalis, 1823 Domkapitular und 1831 zum Domdechanten in Münster ernannt. Drei Jahre später, am 9. Juni 1834, verstarb Johann Theodor Katerkamp dort.

## Werke
- Über den Primat des Apostels Petrus und seiner Nachfolger; zur Widerlegung der 3. Beilage im 3. Hefte des Sophronizon
- Anleitung zur Selbstprüfung für Weltgeistliche. Nach dem französischen »Miroir du Clergé« (zwei Bände; Münster 1806 und 1836)
- Geschichte der Religion bis zur Stiftung einer allgemeinen Kirche. Zur Einleitung in die Kirchengeschichte (Münster 1819)
- Denkwürdigkeiten aus dem Leben der Fürstin Amalia von Gallitzin geboren Gräfin von Schmettau (Münster 1839)